# CHTML
CHTML — сокращение от слов «compact HTML» (с англ. — «сжатый HTML»).
CHTML является определённым подмножеством спецификаций HTML 2.0, HTML 3.2, HTML 4.0, ориентированным на устройства с ограниченными возможностями отображения информации — такие, как смартфоны, коммуникаторы, мобильные телефоны, КПК. Основные особенности CHTML вытекают из жёстких ограничений на отображение размеченного текста и на аппаратную конфигурацию устройства отображения. CHTML-браузер может не поддерживать изображения в формате JPEG или PNG (хотя в последнее время появляется всё больше и больше устройств, поддерживающих и эти форматы), таблицы, карты ссылок, фреймы, CSS, различные шрифты, фоновые цвета и изображения. Автор разработки — Томихиса Камада (яп. 鎌田 富久) и компания Access Co. Ltd..
Является конкурентом спецификации WML (используется в первой версии технологии WAP) и XHTML (WAP 2.0). Основные преимущества — читаемость форматированного текста, и, соответственно, лёгкость разработки. На данный момент используется в приложениях i-mode.
Ожидается, что, по мере роста числа пользовательских агентов (браузеров), поддерживающих новые стандарты, CHTML постепенно будет вытеснен XHTML Basic.